# Trittame forsteri
Trittame forsteri là một loài nhện trong họ Barychelidae. Loài này phân bố ờ Queensland.